# Tomasz Szypuła (ur. 1962)

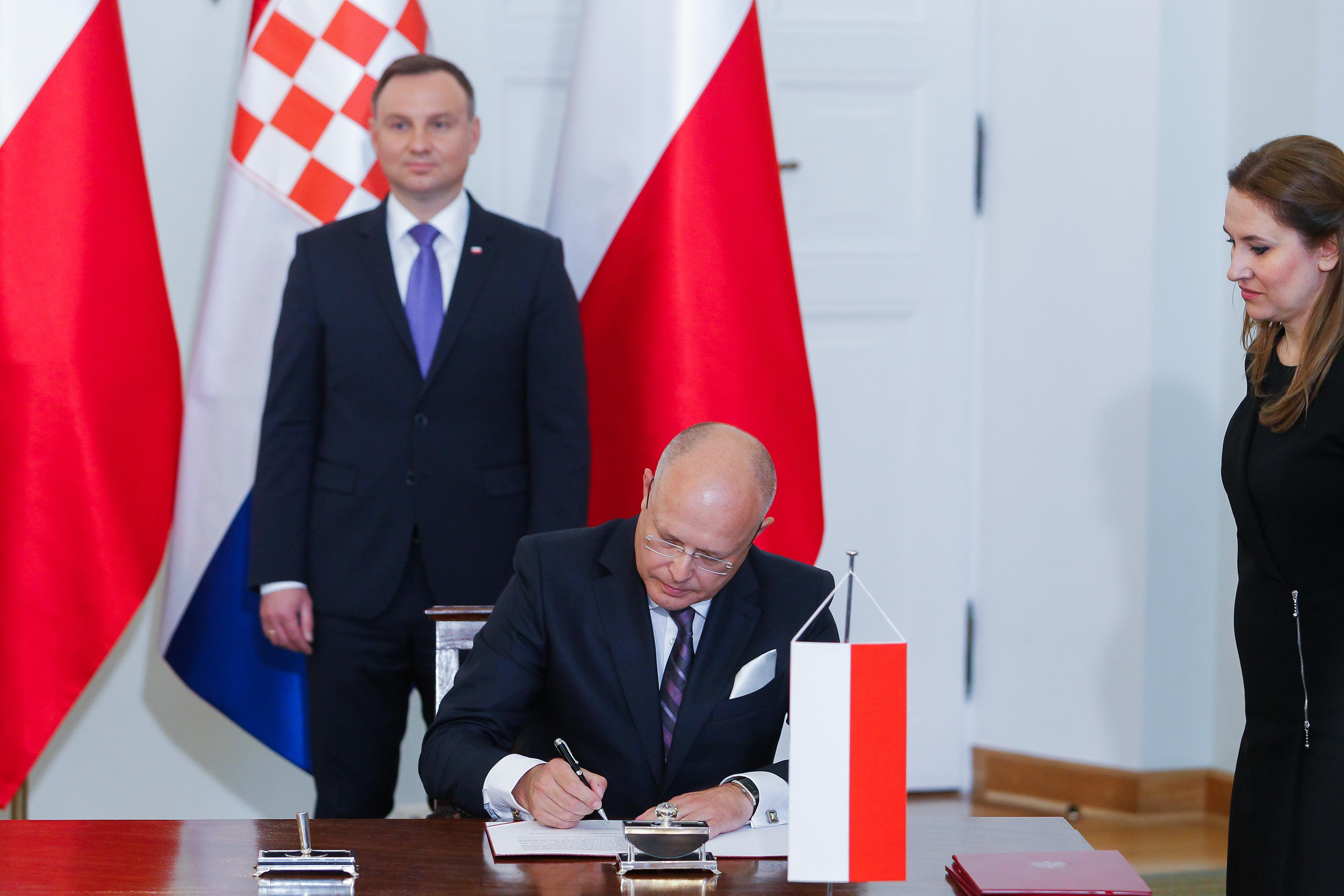
Prezydent RP Andrzej Duda i Tomasz Szypuła (2020)

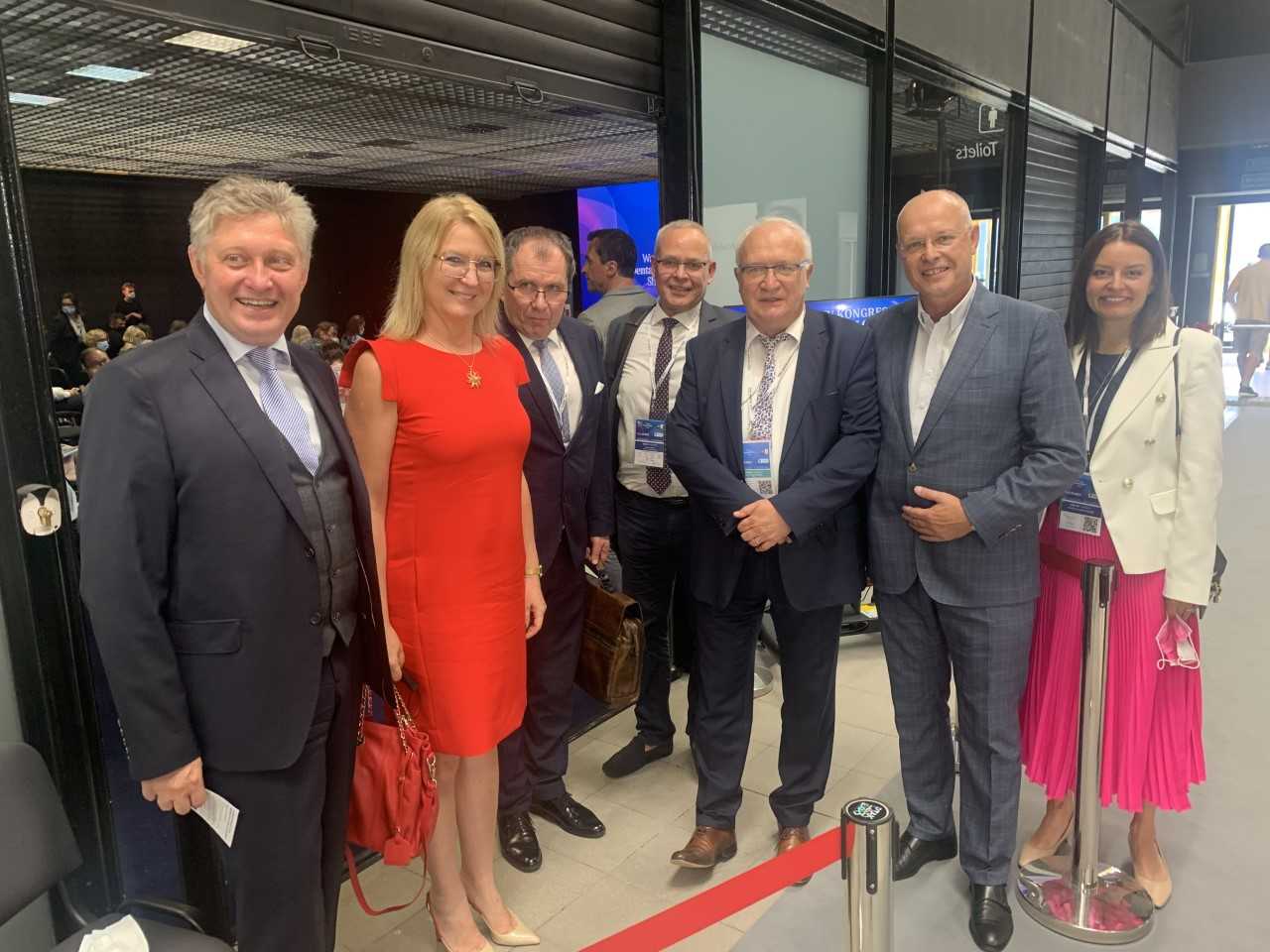
Targi Warsaw Dental Medica Show (2021)

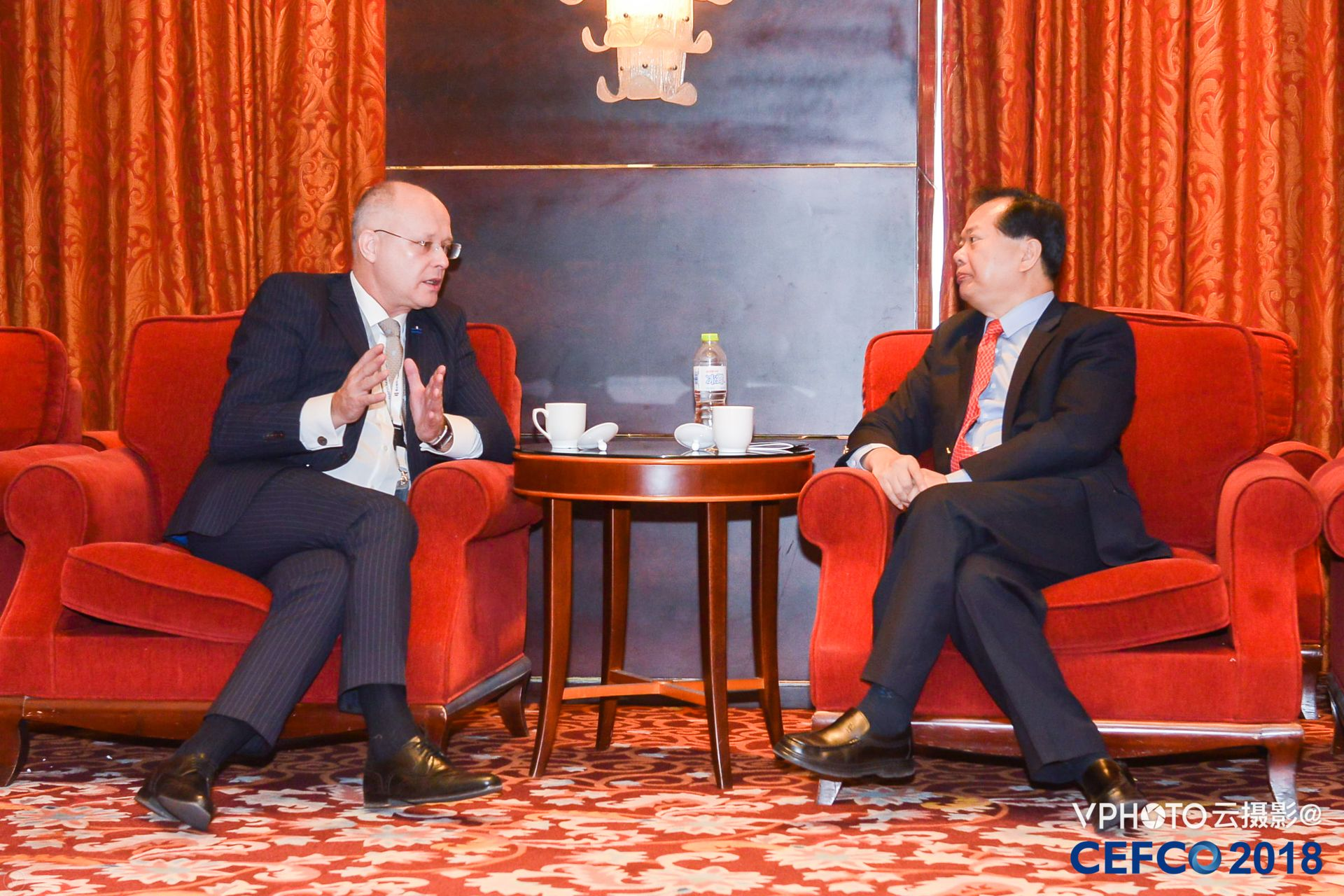
Wizyta w Chinach (2018)

Tomasz Szypuła (ur. 19 października 1962 we Wrocławiu) – polski przedsiębiorca i menadżer, prezes zarządu Ogólnopolskiej Federacji Małych i Średnich Przedsiębiorstw; członek Prezydium Krajowej Izby Gospodarczej; obecnie prezes zarządu Ptak Warsaw Expo oraz członek Rady Nadzorczej PTAK S.A..

## Życiorys
Jest absolwentem Wydziału Inżynieryjno-Ekonomicznego Uniwersytetu Ekonomicznego we Wrocławiu. Początkowo związany ze sportem, był m.in. członkiem kadry narodowej juniorów w piłce nożnej, a później działaczem sportowym WKS Śląsk Wrocław oraz Polar Wrocław. 
W 2010 r. związał się z Holdingiem PTAK S.A. Obecnie pełni funkcję prezesa zarządu Ptak Warsaw Expo, największego centrum targowo-konferencyjnego w Europie Środkowej oraz członka Rady Nadzorczej PTAK S.A. 
Po rozpoczęciu rosyjskiej agresji na Ukrainie w lutym 2022 r., zarządzał Centrum Pomocy Humanitarnej Ptak. Szacuje się, że przez ok. 1,5 roku funkcjonowania, tymczasowe zakwaterowanie i wsparcie otrzymało w nim 150 tys. obywateli Ukrainy, którzy w obawie o własne życie opuścili swoje domy i wyjechali z ojczystego kraju. Był to największy tego rodzaju hub humanitarny w Europie.
W 2024 został odznaczony Złotym Krzyżem Zasługi przez Prezydenta Rzeczypospolitej Polskiej za działalność na rzecz osób potrzebujących pomocy oraz wsparcia, zagrożonych wykluczeniem społecznym.

## Działalność pozarządowa
- Prezes zarządu Ogólnopolskiej Federacji Małych i Średnich Przedsiębiorstw
- Prezes Stowarzyszenia Polskich Producentów Odzieży[8]
- Przewodniczący Wojewódzkiej Rady Dialogu Społecznego w województwie mazowieckim[9]
- Członek Prezydium Krajowej Izby Gospodarczej[10], Rady Gospodarczej Województwa Łódzkiego[11], Polsko-Tureckiej Rady Biznesu oraz Rady Przedsiębiorców przy Rzeczniku Małych i Średnich Przedsiębiorstw[12]
- Członek Rady Konsultacyjnej do spraw Zagranicznej Polityki Ekonomicznej przy Ministrze Spraw Zagranicznych[13]

W sierpniu 2021 r. napisał list do Prezesa Rady Ministrów w sprawie Polskiego Nowego Ładu, w którym zawarł apel o „wykazanie większego umiarkowania przy formułowaniu ostatecznych zapisów Polskiego Nowego Ładu oraz o zrozumienie dla wyjątkowo trudnej sytuacji firm sektora MŚP, którym obecne propozycje po prostu odbierają sens dalszego funkcjonowania w takim reżimie podatkowym”.